# Пасифик-Палисейдс
Пасифик-Палисейдс (англ. Pacific Palisades) — район в регионе Уэстсайд в Лос-Анджелесе, штат Калифорния. Расположен примерно в 20 миль (32 км) к западу от центра Лос-Анджелеса.
Был официально основан в 1921 году методистской организацией. Позже Палисейдс стали популярным местом отдыха знаменитостей и других высокопоставленных лиц. Район известен уединенностью, сплоченным сообществом с атмосферой маленького городка, средиземноморским климатом, холмистым рельефом, обилием парков и пешеходных троп, 3-мили (4,8 км) полосы береговой линии, а также за то, что на этой территории расположено несколько архитектурно значимых зданий. По состоянию на 2022 год численность населения общины составляла 23 тыс.
Начиная с 7 января 2025 года большая часть Пасифик-Палисейдс серьезно пострадала и была уничтожена пожаром, являющимся частью продолжающихся лесных пожаров в Южной Калифорнии.
Побережье Палисейдс, которое сёрферы и местные жители называют Палисейдс или Пали, простирается от пляжа Сорренто в Санта-Монике на юге и заканчивается пляжем Сансет-Пойнт и Малибу на севере.
Палисейдс граничит с Брентвудом на востоке, Малибу на западе, Санта-Моникой на юго-востоке, заливом Санта-Моника на юго-западе, Топангой и горами Санта-Моника на севере.